# Campionati del mondo di corsa campestre 1997
Il XXV Campionato mondiale di corsa campestre si è disputato a Torino, in Italia, il 23 marzo 1997 al Parco del Valentino. Vi hanno preso parte 725 atleti in rappresentanza di 72 nazioni. Il titolo maschile è stato vinto da Paul Tergat mentre quello femminile da Derartu Tulu.

## Nazioni partecipanti
Qui sotto sono elencate le nazioni che hanno partecipato a questi campionati (tra parentesi il numero degli atleti per ciascuna nazione):
- Algeria (23)
- Andorra (1)
- Angola (2)
- Argentina (3)
- Australia (17)
- Bielorussia (5)
- Belgio (14)
- Botswana (3)
- Brasile (19)
- Bulgaria (2)
- Burundi (1)
- Camerun (6)
- Canada (23)
- Rep. Ceca (5)
- Rep. Centrafricana (1)
- Cile (4)
- Cina (9)
- Colombia (10)
- Rep. del Congo (2)
- Costa d'Avorio (2)
- Croazia (4)
- Estonia (7)
- Etiopia (27)
- Finlandia (16)

- Francia (27)
- Germania (5)
- Giamaica (3)
- Giappone (22)
- Gran Bretagna (27)
- Guinea Equatoriale (1)
- Hong Kong (1)
- India (18)
- Irlanda (10)
- Israele (3)
- Italia (27)
- Kazakistan (2)
- Kenya (28)
- Kirghizistan (3)
- Jugoslavia (5)
- Lesotho (10)
- Lituania (2)
- Malta (8)
- Marocco (21)
- Mauritius (12)
- Messico (18)
- Namibia (10)
- Nuova Zelanda (11)
- Palestina (3)

- Paesi Bassi (13)
- Polonia (2)
- Portogallo (17)
- Romania (13)
- Russia (12)
- Ruanda (6)
- San Marino (1)
- Seychelles (4)
- Slovacchia (2)
- Slovenia (4)
- Spagna (26)
- Stati Uniti (27)
- Sudafrica (27)
- Svezia (2)
- Svizzera (9)
- Tagikistan (3)
- Tanzania (7)
- Turchia (19)
- Turkmenistan (5)
- Ucraina (3)
- Uganda (4)
- Ungheria (20)
- Yemen (11)
- Zimbabwe (5)

## Risultati
I risultati del campionato sono stati:

### Individuale (uomini seniores)
| Pos. | Atleta             | Nazione | Tempo (m's") |
| ---- | ------------------ | ------- | ------------ |
|      | Paul Tergat        | Kenya   | 35'11"       |
|      | Salah Hissou       | Marocco | 35'13"       |
|      | Tom Nyariki        | Kenya   | 35'20"       |
| 4    | Paul Koech         | Kenya   | 35'23"       |
| 5    | Mohammed Mourhit   | Belgio  | 35'35"       |
| 6    | Bernard Barmasai   | Kenya   | 35'35"       |
| 7    | Joseph Kibor       | Kenya   | 35'37"       |
| 8    | Smail Sghir        | Marocco | 35'56"       |
| 9    | Julio Rey          | Spagna  | 35'57"       |
| 10   | Khaled Boulami     | Marocco | 35'59"       |
| 11   | Habte Jifar        | Etiopia | 35'59"       |
| 12   | El Hassan Lahssini | Marocco | 36'01"       |

### Squadre (uomini seniores)
| Paul Tergat       | 1    |
| Tom Nyariki       | 3    |
| Paul Koech        | 4    |
| Joseph Kibor      | 7    |
| Joshua Chelanga   | 17   |
| Shem Kororia      | 19   |
| (Benjamin Koskei) | (24) |
| (William Kiptum)  | (28) |
| (John Kosgei)     | (47) |

| Salah Hissou         | 2    |
| Smail Sghir          | 8    |
| Khaled Boulami       | 10   |
| El Hassan Lahssini   | 12   |
| Elarbi Khattabi      | 16   |
| Brahim Boulami       | 22   |
| (Abderrahim Zitouna) | (35) |
| (Abdelaziz Sahere)   | (70) |
| (Mustapha Bamouh)    | (82) |

| Habte Jifar      | 11    |
| Assefa Mezegebu  | 13    |
| Ayele Mezegebu   | 18    |
| Abraham Assefa   | 23    |
| Girma Tolla      | 27    |
| Tegenu Abebe     | 33    |
| (Ibrahim Seid)   | (36)  |
| (Lemi Erpassa)   | (68)  |
| (Tesgie Legesse) | (129) |

- Nota: gli atleti tra parentesi non hanno concorso al punteggio totale della squadra

### Individuale (uomini under 20)
| Pos. | Atleta           | Nazione | Tempo (m's") |
| ---- | ---------------- | ------- | ------------ |
|      | Elijah Korir     | Kenya   | 24'21"       |
|      | Million Wolde    | Etiopia | 24'28"       |
|      | Paul Kosgei      | Kenya   | 24'29"       |
| 4    | John Gwako       | Kenya   | 24'58"       |
| 5    | Charles Kwambai  | Kenya   | 25'02"       |
| 6    | Patrick Ivuti    | Kenya   | 25'06"       |
| 7    | Alene Emere      | Etiopia | 25'10"       |
| 8    | Godfrey Nyombi   | Uganda  | 25'14"       |
| 9    | Kipchumba Mitei  | Kenya   | 25'20"       |
| 10   | Yibeltal Admassu | Etiopia | 25'22"       |
| 11   | Ali Ezzine       | Marocco | 25'24"       |
| 12   | Haylu Mekonnen   | Etiopia | 25'25"       |

### Squadre (uomini under 20)
| Elijah Korir      | 1   |
| Paul Kosgei       | 3   |
| John Gwako        | 4   |
| Charles Kwambai   | 5   |
| (Patrick Ivuti)   | (6) |
| (Kipchumba Mitei) | (9) |

| Million Wolde    | 2    |
| Alene Emere      | 7    |
| Yibeltal Admassu | 10   |
| Haylu Mekonnen   | 12   |
| (Dereje Tadesse) | (14) |
| (Mohamed Awol)   | (16) |

| Ali Ezzine           | 11   |
| Adil Kaouch          | 19   |
| Abderahim Bouchlouch | 21   |
| Hicham Lamalem       | 23   |
| (Aziz El Makhrout)   | (29) |
| (Ahmed Ezzobayry)    | (39) |

- Nota: gli atleti tra parentesi non hanno concorso al punteggio totale della squadra

### Individuale (donne seniores)
| Pos. | Atleta              | Nazione       | Tempo (m's") |
| ---- | ------------------- | ------------- | ------------ |
|      | Derartu Tulu        | Etiopia       | 20'53"       |
|      | Paula Radcliffe     | Gran Bretagna | 20'55"       |
|      | Gete Wami           | Etiopia       | 21'00"       |
| 4    | Julia Vaquero       | Spagna        | 21'01"       |
| 5    | Sally Barsosio      | Kenya         | 21'05"       |
| 6    | Merima Denboba      | Etiopia       | 21'18"       |
| 7    | Catherina McKiernan | Irlanda       | 21'20"       |
| 8    | Naomi Mugo          | Kenya         | 21'23"       |
| 9    | Sonia O'Sullivan    | Irlanda       | 21'25"       |
| 10   | Jane Omoro          | Kenya         | 21'29"       |
| 11   | Lydia Cheromei      | Kenya         | 21'34"       |
| 12   | Elena Fidatof       | Romania       | 21'35"       |

### Squadre (donne seniores)
| Derartu Tulu    | 1    |
| Gete Wami       | 3    |
| Merima Denboba  | 6    |
| Berhane Adere   | 14   |
| (Getenesh Urge) | (27) |
| (Kore Alemu)    | (54) |

| Sally Barsosio      | 5    |
| Naomi Mugo          | 8    |
| Jane Omoro          | 10   |
| Lydia Cheromei      | 11   |
| (Florence Barsosio) | (13) |
| (Susan Chepkemei)   | (19) |

| Catherina McKiernan  | 7     |
| Sonia O'Sullivan     | 9     |
| Valerie Vaughan      | 23    |
| Una English          | 25    |
| (Maureen Harrington) | (108) |
| (Pauline Curley)     | (117) |

- Nota: gli atleti tra parentesi non hanno concorso al punteggio totale della squadra

### Individuale (donne under 20)
| Pos. | Atleta          | Nazione   | Tempo (m's") |
| ---- | --------------- | --------- | ------------ |
|      | Rose Kosgei     | Kenya     | 14'58"       |
|      | Priscah Ngetich | Kenya     | 14'59"       |
|      | Ayelech Worku   | Etiopia   | 15'02"       |
| 4    | Edna Kiplagat   | Kenya     | 15'10"       |
| 5    | Zenebech Tadese | Etiopia   | 15'11"       |
| 6    | Kei Satomura    | Giappone  | 15'12"       |
| 7    | Emiko Kojima    | Giappone  | 15'12"       |
| 8    | Caroline Tarus  | Kenya     | 15'14"       |
| 9    | Anita Kiptum    | Kenya     | 15'15"       |
| 10   | Agnes Kiprop    | Kenya     | 15'15"       |
| 11   | Risa Tanaka     | Giappone  | 15'20"       |
| 12   | René Kalmer     | Sudafrica | 15'31"       |

### Squadre (donne under 20)
| Rose Kosgei     | 1    |
| Priscah Ngetich | 2    |
| Edna Kiplagat   | 4    |
| Caroline Tarus  | 8    |
| (Anita Kiptum)  | (9)  |
| (Agnes Kiprop)  | (10) |

| Kei Satomura     | 6    |
| Emiko Kojima     | 7    |
| Risa Tanaka      | 11   |
| Tomoko Hashimoto | 14   |
| (Kumiko Hiyama)  | (16) |
| (Yuka Hata)      | (17) |

| Ayelech Worku      | 3    |
| Zenebech Tadese    | 5    |
| Worknesh Kidane    | 13   |
| Etaferahu Tarekegn | 18   |
| (Kutre Dulecha)    | (20) |
| (Merima Hashim)    | (23) |

- Nota: gli atleti tra parentesi non hanno concorso al punteggio totale della squadra

## Medagliere
Legenda
     Paese ospitante
| Posizione | Paese         | Oro | Argento | Bronzo | Totale |
| --------- | ------------- | --- | ------- | ------ | ------ |
| 1         | Kenya         | 6   | 2       | 2      | 10     |
| 2         | Etiopia       | 2   | 2       | 4      | 8      |
| 3         | Marocco       | 0   | 2       | 1      | 3      |
| 4         | Giappone      | 0   | 1       | 0      | 1      |
| 4         | Gran Bretagna | 0   | 1       | 0      | 1      |
| 6         | Irlanda       | 0   | 0       | 1      | 1      |
| Totale    | Totale        | 8   | 8       | 8      | 24     |